# Oksana Udmortova
Oksana Udmortova (Rusia, 1 de febrero de 1982) es una atleta rusa especializada en la prueba de salto de longitud, en la que ha logrado ser medallista de bronce europea en 2006.

## Carrera deportiva
En el Campeonato Europeo de Atletismo de 2006 ganó la medalla de bronce en el salto de longitud, con un salto de 6.69 metros, quedando en el podio tras su compatriota rusa Lyudmila Kolchanova (oro con 6.93 m) y la portuguesa Naide Gomes (plata con 6.84 m).